# Leptodactylus knudseni
Espèce
Statut de conservation UICN

 LC  : Préoccupation mineure
Leptodactylus knudseni est une espèce d'amphibiens de la famille des Leptodactylidae.

## Répartition
Cette espèce se rencontre jusqu'à 1 800 m d'altitude dans le bassin de l'Amazone, :

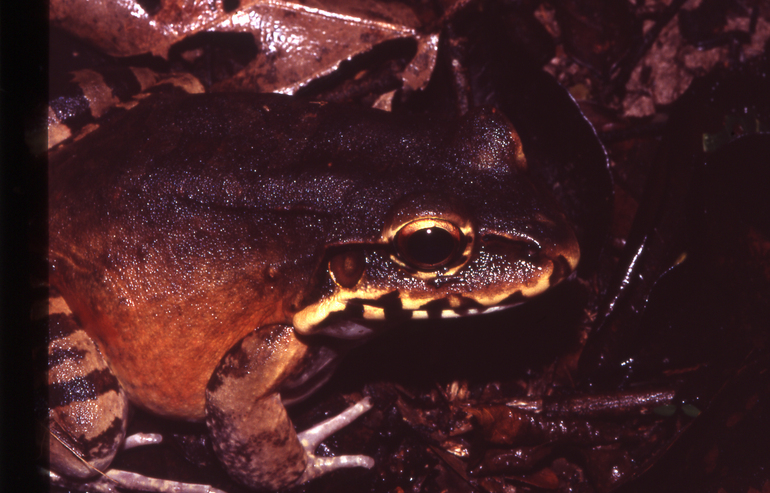
Leptodactylus knudseni

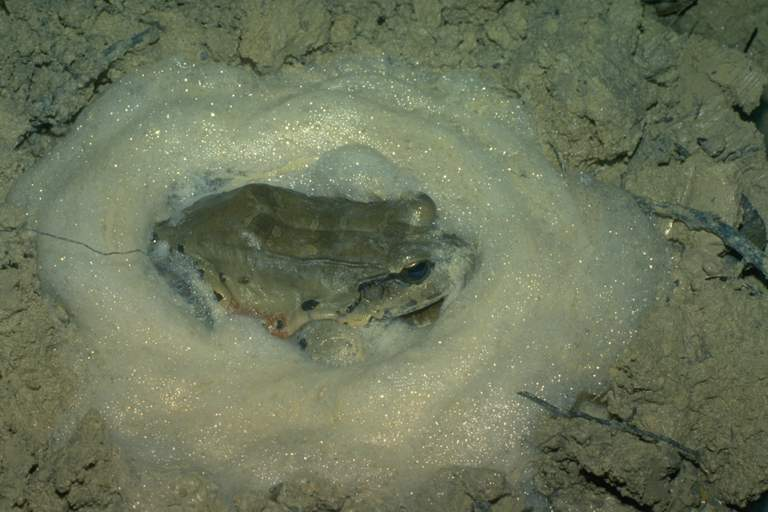
Leptodactylus knudseni

- dans le sud du Venezuela ;
- dans le sud-est de la Colombie ;
- dans l'est de l'Équateur ;
- dans l'est du Pérou ;
- dans le nord-est de la Bolivie ;
- dans l'ouest du Brésil ;
- en Guyane ;
- au Suriname ;
- au Guyana.

## Étymologie
Cette espèce est nommée en l'honneur de Jens W. Knudsen.

## Publication originale
- Heyer, 1972 : The status of Leptodactylus pumilio Boulenger (Amphibia, Leptodactylidae) and the description of a new species of Leptodactylus from Ecuador.  Contributions in Science, Los Angeles County Museum of Natural History, no 231, p. 1-8 (texte intégral).